# 放射性リガンド
放射性リガンド（英: radioligand）は、放射性生化学物質（特にリガンド）であり、身体の受容体システムの診断や研究に用いられている。
神経画像検査では、放射性リガンドは適切な組織に注射されるか、あるいは血流に注入される。リガンド中の放射性同位元素の崩壊は、ポジトロン断層法 (PET) あるいは単一光子放射断層撮影 (SPECT) で観測することが出来る。in vivoシステムでは、放射性リガンドの結合部位への試験分子の結合を定量化するのにしばしば用いられる。試験分子の親和性が高い程、より多くの放射性リガンドが結合部位から追い出され、増加した放射性崩壊はシンチグラフィによって測定できる。この試験法は受容体への分子の結合定数を算出するのに一般的に用いられている。
放射性リガンドの輸送は、受容体速度論によって説明される。

## 歴史
放射性リガンドの登場によって、以前は研究者が立ち入ることができなかった神秘的な領域である、生体分子の挙動に関する研究が可能になったと認められている。放射性リガンドを用いる手法によって、研究者が細胞中の受容体装置を同定することが可能になった。

## 一般的に使用される放射性同位元素
- トリチウム, 3H
- 炭素14, 14C
- 硫黄35, 35S
- ヨウ素131, 131I
- フッ素18, 18F
- テクネチウム99m, 99mTc

PETでは、フッ素18および炭素11が分子神経画像化に主に使用される。

## 放射性リガンドの一覧
放射性リガンドは、特定の神経伝達物質受容体に選択的に結合するように構築される。
放射性リガンドの例: 
- 11C-WAY-100,635（英語版）： 5-HT1A受容体（英語版）
- N(1)-([11C]-methyl)-2-Br-LSD ([11C]-MBL)：5-HT2受容体（英語版）[2]
- 18F-アルタンセリン（英語版）および18F-セロペロン（英語版）： 5-HT2A受容体（英語版）[3]
- 11C-ケタンセリン[4]およびトリチル化ケタンセリン
- 11C-DASB（英語版）：セロトニントランスポーター[5]
- 3H-WIN 55,212-2（英語版）：カンナビノイド受容体[6]
- [11C]フルマゼニル：GABAA受容体[7]
- (+)-PHNO： D2ドーパミン受容体（英語版）[8]
- [11C]ラクロプライド（英語版）：D2ドーパミン受容体[9]

### 推薦文献
- John Charles Matthews (1993), Fundamentals of Receptor, Enzyme, and Transport Kinetics, CRC Press, ISBN 0849344263